# Matthijs van Heijningen Jr.
Pour les articles homonymes, voir Van Heijningen.
Matthijs van Heijningen Jr. est un réalisateur, scénariste et éditeur de films néerlandais né en 1965.

## Carrière
Il commence à réaliser très jeune avec des bandes-annonces promotionnelles pour Toyota, Peugeot, Renault, Stella Artois, Pepsi et Bud Light.
En 2020, van Heijningen réalise son deuxième long métrage La Bataille de l'Escaut, un film de guerre, produit par Netflix illustrant la bataille éponyme pendant la Seconde Guerre mondiale. C'est le tout premier film néerlandais original de Netflix, et le deuxième plus gros budget pour un film néerlandais.

## Vie privée
Il est le fils du producteur Matthijs van Heijningen.

## Filmographie
- 1996 : Red Rain  (court métrage)
- 2004 : Zien
- 2011 : The Thing
- 2020 : La Bataille de l'Escaut